# Leopold Ackermann
Leopold Ackermann (Wenen, 17 november 1771 – aldaar, 9 september 1831), beter bekend onder zijn kloosternaam Petrus Fourerius, was een hoogleraar in de exegese, in het bijzonder de oudtestamentische wetenschap.
Op 10 oktober 1790 is hij ingetreden bij de augustijner koorheren van Stift Klosterneuburg. Hij studeerde van 1791 tot 1795 in Wenen. In de jaren hierna werd hij priester en hoogleraar Oosterse talen aan de Stiftshof in Wenen, en werkte daar sinds 1800 ook als bibliothecaris. Hij behaalde zijn doctoraat in de theologie in 1802 en werd in 1806 hoogleraar exegese. Ackermann was van 1807 tot 1830 hoogleraar oudtestamentische wetenschap aan de Universiteit van Wenen. Hij was een vriend van Clemens Maria Hofbauer.

## Publicaties
- Introductio in libros Veteris Foederis usibus academicis accomodata (Wenen, 1825, 3 edities)
- Archeologia biblica (1826)
- Prophetae Minores perpetua annotatione illustrata (Wenen, 1830) (filologische opmerkingen over eerdere werken)